# Leon Barszczewski
Leon Barszczewski (in russo Лев Семёнович Барщевский?, Lev Semënovič Barščevskij; Varsavia, 20 febbraio 1849 – Częstochowa, 22 marzo 1910) è stato un geografo, etnografo, militare, topografo, naturalista, glaciologo e archeologo polacco.

## Biografia
Membro di una nobile famiglia originaria di Suwałki, in tenera età rimase orfano dei genitori e visse pertanto con la sorella maggiore (i fratelli maggiori furono condannati per aver partecipato all'insurrezione di gennaio e il loro destino rimane ad oggi sconosciuto) a Čerkasy.
Dopo essersi diplomato alla scuola militare di Kiev, nel 1866 entrò in quella di Konstantinovskij, presso la quale si diplomò l'anno successivo, passando poi alla scuola per cadetti di fanteria di Odessa. Quando gli venne chiesto in una lezione di storia sulla "ribellione dei polacchi" di commentare quanto accaduto, prese le difese dei ribelli, motivo per il quale venne espulso dall'istituto e, col solo grado di cadetto, venne inviato in un reggimento della provincia di Cherson. Lì acquistò libri, studiando lingue straniere e imparando l'arte della fotografia presso il pittore e fotografo Nikolaj Osipov.

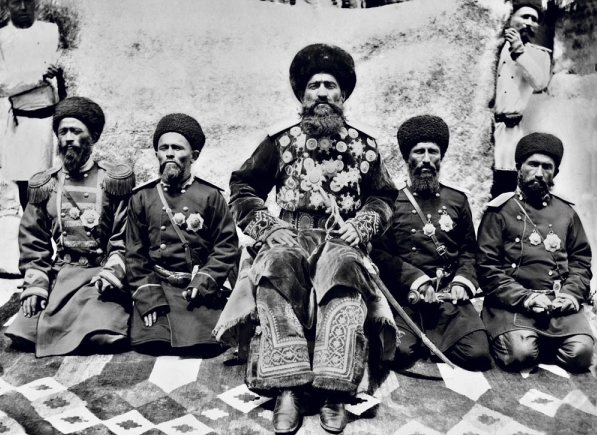
Barszczewski a Samarcanda con alcuni dignitari del luogo

Dopo l'annessione del Turkestan alla Russia nel 1876, Barszczewski si offrì volontario per recarsi nei territori appena acquisiti, dove prestò servizio nell'unità topografica locale. Fino al 1897 visse principalmente a Samarcanda, dove nel 1880 sposò Irena Nedzveckaja, morta dopo soli 10 anni di matrimonio. I compiti della sua unità includevano lo studio del terreno e la posa di nuove strade di importanza strategica in direzione della Cina e dell'Afghanistan.
Colse l'occasione per studiare e riportare la vita ed i costumi della popolazione locale, fotografando la loro vita nel quotidiano. Ha viaggiato lungo i fiumi Zeravšan, Fandary, Iskanderdarja e Jagnob, attraversando poi la catena dei monti Hissar e l'Emirato di Bukhara. Fu co-organizzatore di spedizioni scientifiche nell'area. Iniziò i lavori archeologici ad Afrasiab, una città che in seguito divenne la moderna Samarcanda. Con le antichità da lui ritrovate, venne costituito il primo nucleo della collezione archeologica del Museo statale di storia e cultura dell'Uzbekistan con sede a Samarcanda, mentre un'altra parte venne venduta ad archeologi francesi. Coi soldi ricavati con la vendita, costruì una miniera di carbone nei pressi di Samarcanda.
Fu membro della Società geografica russa di San Pietroburgo e della Società Imperiale Russa per l'Acclimatamento di Animali e Piante a Mosca. All'esposizione universale di Parigi del 1895, vinse la medaglia d'oro per le sue fotografie di campioni di minerali.
Dal 1897 venne trasferito a Siedlce, dove ottenne il comando di un reggimento di fanteria. Prese parte alla guerra russo-giapponese. Messo a riposo dal 1906, venne accusato di appropriazione indebita di denaro dalla cassa del suo ex reggimento e per questo partì alla volta di Częstochowa dove infine si suicidò per evitare il disonore, in uno degli hotel locali. Fu sepolto nel cimitero di Kule a Częstochowa. Nel 1995 la sua tomba è stata trasferita per volontà della famiglia a Starie Powazki, nei pressi di Varsavia.